# Déogratias Bugera
Déogratias "Douglas" Bugera är en kongolesisk motståndsman från Masisi i Norra Kivu, ledare för Folkets demokratiska allians.
Bugera, som tillhör tutsifolket, utsågs den 18 oktober 1996 till den förste generalsekreteraren för motståndsalliansen AFDL, på vars sida han kämpade under första Kongokriget.